# جيمس كاتلر دان باركر
جيمس كاتلر دان باركر (بالإنجليزية: James Cutler Dunn Parker)‏ هو ملحن وعازف بيانو أمريكي، ولد في 2 يونيو 1828 في بوسطن في الولايات المتحدة، وتوفي في 27 نوفمبر 1916 في بروكلين في الولايات المتحدة.

## وصلات خارجية
- جيمس كاتلر دان باركر على موقع ميوزك برينز (الإنجليزية)